# Polowanie (powieść)
Polowanie – powieść fantastycznonaukowa napisana przez Roberta J. Szmidta. Została wydana po raz pierwszy nakładem Fabryki Słów w 2007. W 2018 pojawiło się jej wznowienie nakładem Domu Wydawniczego Rebis. Audiobook pojawił się w 2013 i jest czytany przez Rocha Siemianowskiego. Powieść opowiada historię Edmunda Lisa, mężczyzny ze zdolnościami telepatycznymi, który zostaje zwerbowany do tajnej komórki wywiadu przez jej twórcę, Adama Lewiński. Książka jest pierwszym tomem serii Kroniki Jednorożca. 
Książka jest rozwinięciem opowiadania Polowanie na jednorożca.

## Fabuła
2011 rok. Polityk, Adam Lewiński, przypadkiem poznaje Edmunda Lisa, mężczyznę z umiejętnościami telepatycznymi. Wykorzystuje je do politycznych celów i gdy orientuje się, że mężczyzna go nie okłamuje zakłada tajną organizacje wywiadowczą, do której przyjmuje ludzi z nadnaturalnymi zdolnościami. Poza wykonywaniem standardowych zadań grupa cały czas szuka jednorożca, czyli osoby przewidującej przyszłość. Nazwa ta nie jest przypadkowa: grupa zakłada, że jeśli ktoś taki istnieje to jego talent jest tak rzadki, jak ten mityczny koń. W końcu służby trafiają na Sabinę, młodą kobietę, która najprawdopodobniej jest jasnowidzem. Dziewczyna trafia do siedziby drużyny. Niedługo okazuje się jednak, że jest przedstawicielką wrogiej opozycji, która także korzysta z umiejętności osób z nadprzyrodzonymi zdolnościami. Sabina organizuje zasadzkę, z której cało wychodzi Edmund Lis oraz Kamil nazywany Młodym, otyły mężczyzna, ze zdolnościami do leczenia.

## Bohaterowie
- Edmund Lis – mężczyzna ze zdolnościami telepatycznymi. Niegdyś występował w programach telewizyjnych w roli jasnowidza. Jest religijnym człowiekiem. Nosi pseudonim Mulder, na cześć bohatera serialu Z Archiwum X.
- Piotr Konieczny – nazywany Młodym. Sam na siebie mówił pan Hyde. Jego zdolności polegają na leczeniu: zarówno samego siebie, jak i innych. Otyły, z wielką słabością do jedzenia. Woli raczej proste rozwiązania.
- Sabina – telepatka, początkowo podająca się za jasnowidza. Pracuje dla opozycji politycznej. Udawała, że posiada młodszego i bardzo chorego brata.
- Adam Lewińki – polityk, założyciel grupy tajnych agentów.
- Andrzej Karski – policjant z nadprzyrodzoną mocą o której nie ma pojęcia; Lis nie potrafi czytać z jego myśli, mężczyzna jest dla niego niewidoczny.

## Odbiór
Według Michała Sołtysiaka z portalu Polter.pl Polowanie jest dobrą książką. Vampdey z portalu Katedra napisał o powieści: Mogą sięgnąć po nią szukający przyjemnej rozrywki opartej na intrydze, sporej ilości akcji, humorze i lekkim języku. Na portalu Lubimy Czytać w listopadzie 2018 książka zebrała 257 ocen ze średnią 6,51/10.